# Ashmeadiella micheneri
Ashmeadiella micheneri är en biart som beskrevs av Roy R. Snelling 1962. Ashmeadiella micheneri ingår i släktet Ashmeadiella och familjen buksamlarbin. Inga underarter finns listade i Catalogue of Life.